# Juan VI (papa)
Juan VI (* Éfeso, (¿?)-Roma, 11 de enero de 705) fue el 85.º papa de la Iglesia católica, de 701 a 705.
Durante su pontificado continuó el enfrentamiento que ya había protagonizado su predecesor con los emperadores bizantinos, en este caso con Tiberio III y su exarca en Italia Teofilacto. 
Este conflicto fue aprovechado por los lombardos que, al mando de Gisulfo, duque de Benevento, invadieron la planicie romana, la cual no abandonaron hasta que el papa no les entregó algunos dominios eclesiásticos.